# Пам'ятник Богданові Хмельницькому (Запоріжжя)
Пáм'ятник Богдáнові Хмельни́цькому у Запорíжжі — скульптура Богдана Хмельницького, що знаходиться у Дніпровському районі міста Запоріжжя на однойменній вулиці і вважається однією з візитних карток міста.
З 1950-х років ХХ століття ім'я Богдана Хмельницького носить одна з вулиць запорізького «Соцміста». Саме на ній, біля входу в парк Металургів, до 400-річчя від дня народження гетьмана в 1995 році і був встановлений перший офіційний пам'ятник Богдану Хмельницькому в місті.

## Історія
На початку 1960-х років алюмінієвий комбінат вирішив побудувати поряд з піонерським табором на острові Хортиця базу відпочинку. Місце, яке було виділене під забудову, було історичним. Це район Громушиної балки, де під час турецької війни була створена спільна російсько-козацька корабельня. Поруч — легендарний острів Байда. Територією бази відпочинку став високий кам'янистий пагорб, де в ті часи не росло жодного дерева. І якщо ранньою весною зеленіла трава, з'являлися проліски, то восени все вигорало. Це місце навіть офіційно називали «мертвою зоною» і використовували тільки для посадки літаків, які запилювали хортицький ліс.
Фахівці-лісівники вважали, що озеленити цю територію буде просто неможливо. Ось і віддали під будівництво профілакторію і бази відпочинку алюмінієвому комбінату. Однак будівельників не злякало таке розташування місця, яке було виділено під забудову, вони вирішили завезти сюди чорнозем і влаштувати хороший полив. На територію бази було привезено близько 760 самоскидів родючого ґрунту-чорнозему, потім, під час численних суботників і недільників, робочі алюмінієвого комбінату висаджували дерева.
На місці робіт київських археологів вирішили насипати невеликий штучний курган, а на вершині встановити скульптуру запорізького козака. Про Петра Сагайдачного, чия Січ була тут, не могло бути й мови. Офіційна радянська історіографія визнавала тільки одного запорізького гетьмана — Богдана Хмельницького.
Пам'ятник Богдану Хмельницькому встановлений у 1965 році. Над пам'ятником працювали запорізький скульптор Михайло Худас і його молодий учень Федір Зайцев. Автори скульптури продумали все до дрібниць. Пам'ятник вийшов чудовий. Могутня постать гетьмана височіла на п'єдесталі. Як і багато пам'ятників того часу, Богдан Хмельницький зображений з піднятою правою рукою. Багато тоді складали історій, куди саме вказує грізний перст гетьмана — чи він Польщі загрожував, або на Москву показував, але жартівники придумали свій варіант — на захід сонця.
Так, на високому пагорбі, обсадженому по колу вічнозеленими туями, піднявся пам'ятник українському гетьману, творцеві першої козацької республіки. У той час було прийнято зображати лідерів з високо піднятою рукою.
Куточок навколо скульптури був оформлений зі смаком і розмахом, що за радянських часів рідко поєднувалося. Поруч з курганом текла проточна вода з козацької криниці, за нею перебували дзеркальний басейн і алея троянд. Недалеко — красивий фонтан зі справжніми золотими рибками. Це затишне містечко відразу ж полюбили запорожці. Сюди приходили вони цілими сім'ями, фотографувалися, прогулювалися в тіні алей і чинно прямували по крутих сходинках до Дніпра на пляж. Спуск був досить мальовничим, а попереду відкривалася синя гладь великої ріки. Здавалося, життя біля пам'ятника буде прекрасною і дивовижною, але його чомусь не підписали і не зареєстрували. Тому вийшла просто паркова скульптура запорізького козака.

## Перенесення пам'ятника
Йшли роки, в країні змінилася влада, змінилася політика, були розставлені нові пріоритети. Парк Металургів порожнів, заростав бур'яном, занепадав. Базу алюмінієвого комбінату закрили і вже на початку 1990-х років сюди з працею можна було пробратися крізь зарості туй і сріблястих тополь. І тільки поодинокі ентузіасти в свої вихідні дні провідували невідомого козацького героя, в таємниці розуміючи, що це гетьман Богдан Хмельницький.

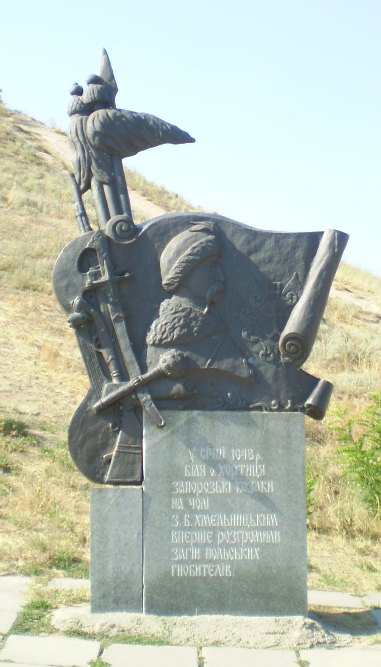
Пам'ятний знак на честь першої перемоги Богдана Хмельницького над поляками

До 400-річного ювілею славетного гетьмана України про пам'ятник раптом згадали. Спеціальним краном його зняли з п'єдесталу на острові Хортиця і відправили на реставрацію. Сучасні скульптори одягли його в метал і дали нове життя в центрі міста — біля входу в парк Металургів на вулиці Богдана Хмельницького.
До речі, не забули гетьмана і на самому острові Хортиця, біля музею історії запорозького козацтва, в серпні 1996 року був встановлений пам'ятний знак на честь першої перемоги Богдана Хмельницького над поляками. На невеликому гранітному постаменті — розвівається козацький стяг, на якому барельєф славного українського гетьмана, а поруч атрибути влади: шабля, булава і герб. Пам'ятний знак виконаний за проектом В. Млявого. У роботі над ним взяли участь Є. Котляров, А. Сисоєв, Ж. Носенко, С. Фоменко, Г. Дикий.